# Gangkiz
Gangkiz (hangeul: 갱키즈) était un girl group sud-coréen formé par Core Contents Media. Se composant de Jihyun, Sooeun, Hae-in, Somin, Eunbyul, Esther et Hyeji, le groupe a débuté en mai 2012 avec l'extended play We Became Gang. En avril 2013, il a été révélé que tous les membres, à l'exception d'Esther et Hyeji, avaient quitté le groupe. On suppose que les membres restantes se sont séparées en 2014. Il n'y a eu aucune annonce officielle quant à la dissolution du groupe.

## Carrière

### 2012:We Became GangetMAMA
Gangkiz a originellement été créé par Core Contents Media, mais a plus tard été hébergé chez une filiale, GM Contents Media, avant leurs débuts. Le groupe a officiellement débuté le 15 mai 2012 avec la sortie de l'album We Became Gang. Elles ont fait leurs débuts live le 18 mai lors du Music Bank de KBS. Gangkiz a sorti un vidéoclip en 7 parties pour leur chanson "Honey Honey", qui est décrite comme « une version améliorée de "Roly-Poly" et de "Lovey-Dovey" de T-ara avec un concept plus mature ».
Le groupe a sorti une version repackage de l'EP nommé "MAMA" le 26 juin 2012. Le vidéoclip de "MAMA" est sorti le 22 juin 2012. Le groupe a été transféré de GM Contents Media à Core Contents Media en octobre 2012.

### 2013-2014: Départ des membres et dissolution
Avec aucune sortie pour le reste de 2012, Gangkiz dévait faire un comeback pour le début de l'année 2013. Cependant, après l'ouverture du fancafé officiel de Core Contents Media, il a été révélé que la majorité de la composition de départ s'était retirée du groupe, et que seules Esther et Hyeji restaient. Haein a ensuite confirmé son départ. En 2014, le compte Twitter de Hyeji a été supprimé, Esther est restée inactive, et le fancafé officiel du groupe a été fermé. Bien que Core Contents Media n'ait jamais fait de déclaration officiel, le groupe est considéré comme séparé.

## Membres
- Hwang Ji Hyun (황지현)
- Choi Soo-eun (최수은)
- Hae-in (Lee Ji-yeong 이지영)
- Kwak So Min (곽소민)
- Jo Eun-byul (조은별)
- Esther (Jeon Solrim 전솔림)
- Kim Hye-ji (김혜지)

## Discographie

### Extended plays
| Année | Détails sur l'album                                                                   | Meilleure position |
| ----- | ------------------------------------------------------------------------------------- | ------------------ |
| 2012  | We Became Gang - Date de sortie: 16 mai 2012 - Label: GM Contents Media, KMP Holdings | 15                 |

### Repackage EPs
| Année | Détails sur l'album                                                          | Meilleure position |
| ----- | ---------------------------------------------------------------------------- | ------------------ |
| 2012  | MAMA - Date de sortie: 25 juin 2012 - Label: GM Contents Media, KMP Holdings | 22                 |

### Singles promotionnels
| 2012                                                                                  |     |   |                |
| "Honey Honey"                                                                         | 167 | — | We Became Gang |
| "MAMA"                                                                                | 106 | — | MAMA           |
| "—" signifie que le morceau ne s'est pas classé ou n'est pas sorti dans cette région. |     |   |                |

## Vidéographie

### Vidéoclips
| Année | Titre                      | Durée |
| ----- | -------------------------- | ----- |
| 2012  | Honey Honey (Europe Ver.)  | 7:18  |
| 2012  | Honey Honey (Lipsync Ver.) | 3:03  |
| 2012  | Honey Honey (Dance Ver.)   | 4:54  |
| 2012  | Mama (Drama Ver.)          | 5:01  |
| 2012  | Mama (Dance Ver.)          | 3:35  |